# Melling Hellcat
La Melling Hellcat è un'autovettura sportiva realizzata nel 2007 dalla Melling Sportscars.

## Sviluppo
La vettura è la prima integralmente realizzata dall'ingegnere britannico Al Melling, progettista di propulsori automobilistici sin dal 1964.

## Tecnica
La Hellcat è dotata di un telaio monoscocca e di una carrozzeria interamente realizzati in carbonio per contenere il peso complessivo. Le sospensioni avevano una configurazione a doppi triangoli sovrapposti mentre il propulsore era un V10 6.0 che erogava una potenza di 700 cv. Ciò permetteva alla vettura di accelerare da 0 a 100 km/h in 3,1 secondi, con velocità massima di 320 km/h.